# Join, or Die

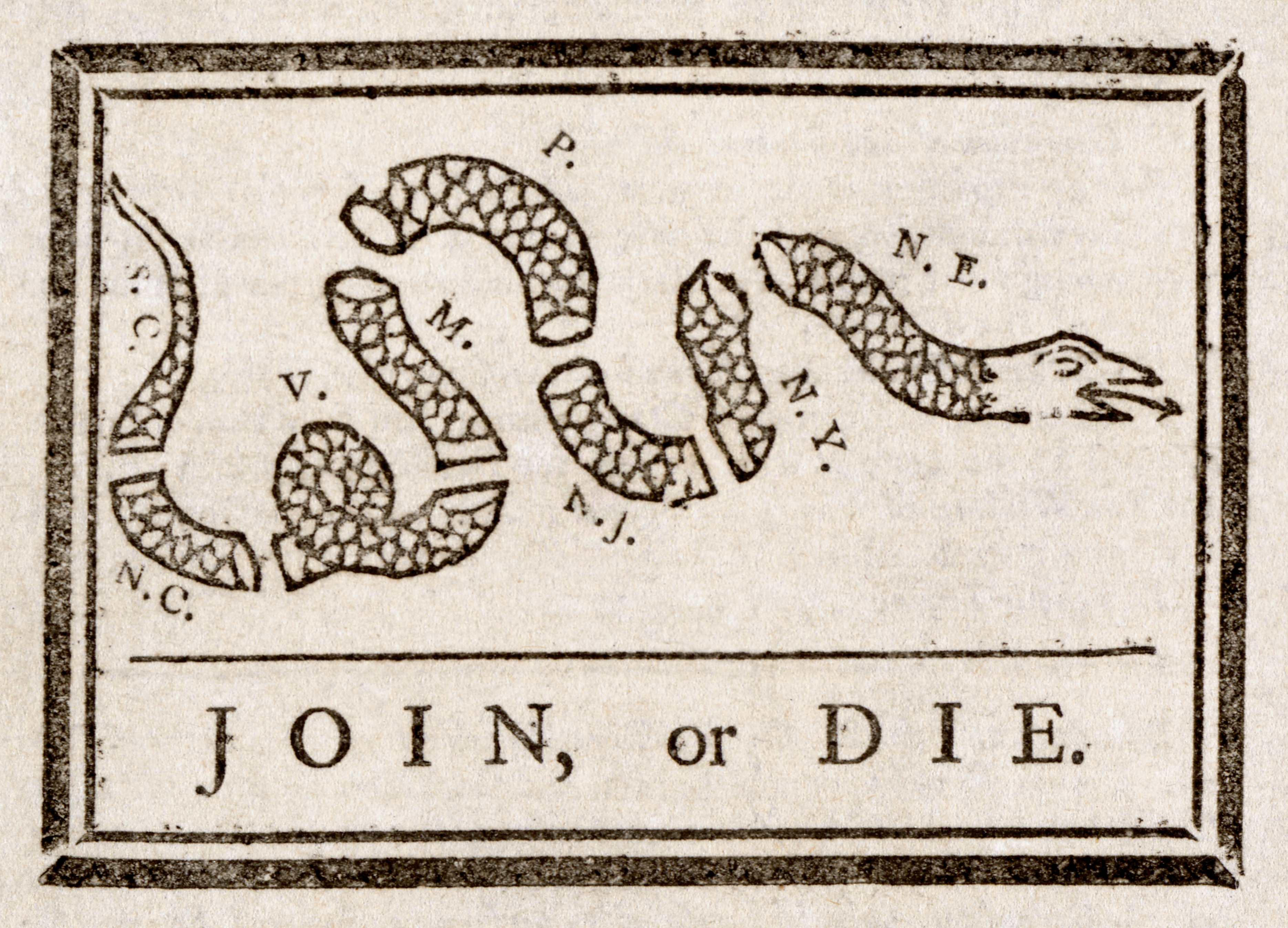
Il Join, or Die attribuito a Benjamin Franklin. Pubblicata il 9 maggio 1754, sosteneva l'unione delle colonie americane a favore del Piano di Albany per l'unione delle colonie.

"Join, or Die" è una famosa caricatura politica creata da Benjamin Franklin e pubblicata la prima volta nella sua Pennsylvania Gazette il 9 maggio 1754. La pubblicazione originale da parte della Gazette è la prima rappresentazione grafica conosciuta di unione coloniale creata da un colono britannico in America. Si tratta di una xilografia raffigurante un serpente tagliato in otto parti, con ogni segmento etichettato con le iniziali di una delle tredici colonie americane o di una regione. La Nuova Inghilterra è rappresentata da un segmento invece che dalle quattro colonie che la formavano al tempo. Inoltre il Delaware (allora parte della Pennsylvania) e la Georgia non vengono citate per niente. Per questo il serpente è diviso in 8 parti invece che in 13. Le due colonie più settentrionali del tempo, Nuova Scozia e Terranova non sono rappresentate, così come nessun altro possedimento britannico caraibico. La caricatura fu pubblicata con un editoriale di Franklin riguardante lo "stato disunito" delle colonie, e servì per focalizzare il concetto di unione coloniale. La caricatura fu utilizzata nel corso della guerra franco-indiana per simbolizzare la necessità di unire le colonie assieme alla Gran Bretagna per sconfiggere francesi ed indiani. Divenne poi un simbolo della libertà coloniale nel corso della guerra d'indipendenza americana.

## Ruolo nella guerra dei sette anni
In quel periodo i coloni erano divisi riguardo all'idea di combattere contro francesi ed alleati nativi americani per il controllo della terra ad ovest degli Appalachi, in quella che oggi è nota come guerra franco-indiana. Divenne un simbolo della necessità di azioni concordate contro una minaccia esterna a metà del XVIII secolo. Lo scrittore Philip Davidson disse che Franklin fu un influente propagandista per il fatto di aver compreso l'importanza delle caricature politiche. Franklin aveva proposto il piano di Albany e la sua caricatura sottintendeva che l'unione era necessaria per evitare la distruzione. Come scrisse Franklin:
()

## Ruolo prima e durante la guerra d'indipendenza americana

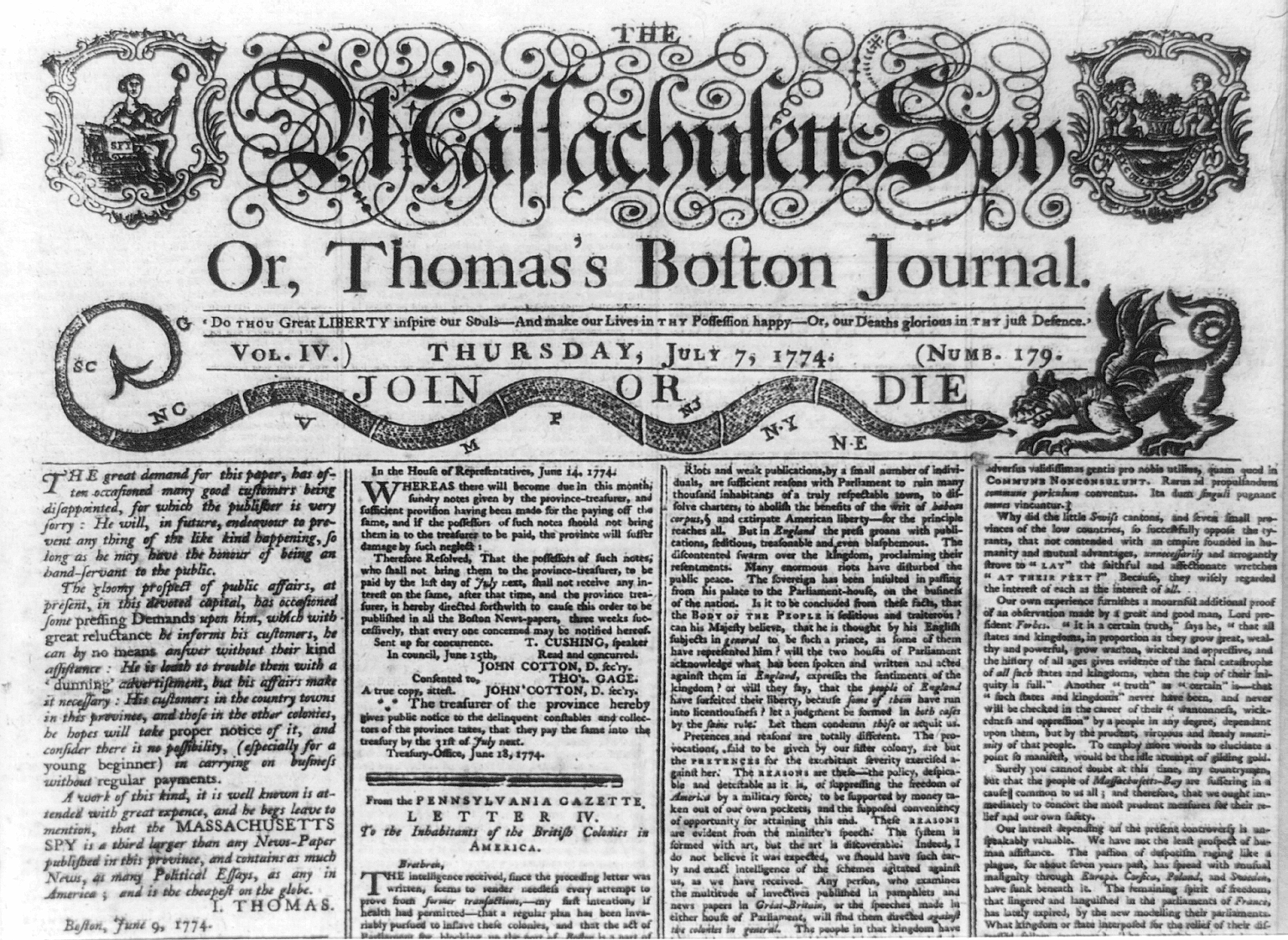
Massachusetts Spy, 7 luglio 1774

La caricatura di Franklin assunse un significato diverso nella preparazione della guerra d'indipendenza americana, soprattutto attorno al 1765-1766, durante lo Stamp Act Congress. I coloni britannici in America criticarono il governo inglese usando la caricatura nel Constitutional Courant per convincere i coloni. I Patrioti, che collegavano l'immagine all'eternità, alla vigilanza ed alla prudenza non furono i soli a vedere nella caricatura una nuova interpretazione. I Lealisti videro nella caricatura tradizioni più bibliche come quelle di astuzia, inganno e tradimento. Franklin stesso si oppose all'utilizzo della sua caricatura in quel periodo, sostenendo invece una politica moderata. Nel 1766 pubblicò una nuova caricatura: "MAGNA Britannia: her Colonies REDUC'D", nella quale avvisava la Gran Bretagna dei pericoli nascosti nella perdita delle colonie americane tramite una figura femminile (Britannia) con gli artigli tagliati. A causa della precedente caricatura di Franklin, però, il "Courant" era considerato in Inghilterra una delle pubblicazioni più radicali.
La differenza nell'uso del "Join, or Die" nel 1754 e nel 1765 fu che Franklin l'aveva disegnato per unire le colonie per la 'gestione delle relazioni con gli indiani' e per la difesa contro la Francia, mentre nel 1765 i coloni americani lo usarono per chiedere l'unità contro i britannici. Sempre in questo periodo la frase si trasformò in alcuni stati quali New York o la Pennsylvania da "join, or die" a "unite, or die".
Poco dopo la pubblicazione della caricatura durante lo Stamp Act Congress, varianti furono stampate a New York, Massachusetts, ed un paio di mesi dopo aveva raggiunto Virginia e Carolina del Sud. In alcuni stati, come New York e Pennsylvania, la caricatura continuò ad esser pubblicata settimana dopo settimana per oltre un anno. Il 7 luglio 1774 Paul Revere la modificò per uniformarsi al formato della testata del Massachusetts Spy.

## Retaggio della caricatura
La caricatura fu ristampata e ridisegnata ampiamente nella storia statunitense. Varianti contengono testi diversi, ad esempio "Unite or Dead", o diverse sigle sui segmenti a seconda degli organi politici coinvolti. Nel corso della guerra d'indipendenza americana l'immagine divenne un potente simbolo di unità e resistenza coloniale a quella che era considerata l'oppressione britannica. Tornò in uso, opportunamente modificata, per entrambi gli schieramenti della guerra di secessione americana.

## Nella cultura di massa
La traduzione latina di "Join, or Die" (Jungite aut Perite) è il motto ufficiale della squadra di calcio Philadelphia Union. Un serpente è inserito nel logo come allusione a questa caricatura. Una bandiera raffigurante questa caricatura è ben visibile nei titoli di testa della miniserie televisiva John Adams ed è il titolo della prima parte della serie. Il The Late Late Show ospitò Craig Ferguson che aveva la caricatura tatuata sull'avambraccio destro vicino al polso, per commemorare il fatto di essere diventato cittadino americano. La caricatura è usata come copertina del romanzo Crooked Little Vein del libro dello scrittore comico Warren Ellis.